# Mirko Dolcini
Mirko Dolcini, né le 13 novembre 1973, est un homme d'État saint-marinais, membre du Domani Motus Liberi. Il est capitaine-régent, avec Alessandro Cardelli, du 1er octobre 2020 au 1er avril 2021.

## Biographie
Membre du Domani Motus Liberi, il est élu député au Grand Conseil général en décembre 2019.
Le 18 septembre 2020, il est élu capitaine-régent avec Alessandro Cardelli. Ils entrent en fonction le 1er octobre suivant pour un semestre.